# Megrelia-Górna Swanetia
Megrelia-Górna Swanetia (dawny polski egzonim: Megrelia i Górna Swanetia; gruz. სამეგრელო-ზემო სვანეთი, Samegrelo-Zemo Swaneti) – region północno-zachodniej Gruzji, ze stolicą w Zugdidi. Region ten od zachodu graniczy z Abchazją, od południa z Gurią, od wschodu z Racza-Leczchumi i Dolną Swanetią i Imeretią, północna granica regionu jednocześnie jest granicą państwa z Rosją.

## Gospodarka
Prowincje Megrelii i Górnej Swanetii, wraz z liczbą mieszkańców (2016):
1. Zugdidi – 42 700 (miasto), 62 500 (gmina)
2. Poti – 41 500
3. Mestia – 9400
4. Abasza – 22 100
5. Senaki – 39 500
6. Martwili – 33 300
7. Chobi – 30 400
8. Czchorocku – 22 200
9. Calendżicha – 26 100

Główne przemysłowe miasta regionu to Zugdidi i Poti, posiadają porty lotnicze i połączenie drogowe z najważniejszymi arteriami drogowymi Gruzji. Ponadto Poti jest głównym portem morskim, nie biorąc pod uwagę portów w autonomicznych republikach Adżarii i Abchazji. Jednakże produkcja w obu tych miastach jest bardzo mała. Gospodarka regionu opiera się na rolnictwie, głównie na uprawie kukurydzy (35 000 ha, 122 000 ton), orzechów laskowych (9000 ha, 8000 ton) i owoców (6000 ha, 18 000 ton).
Na rzece Inguri, na północ od Dżwari, w 1988 r. zakończono budowę zapory i elektrowni wodnej Inguri. W tym czasie była ona najwyższą zaporą łukową na świecie (wysokość – 272 m, długość – 670 m).

## Geografia

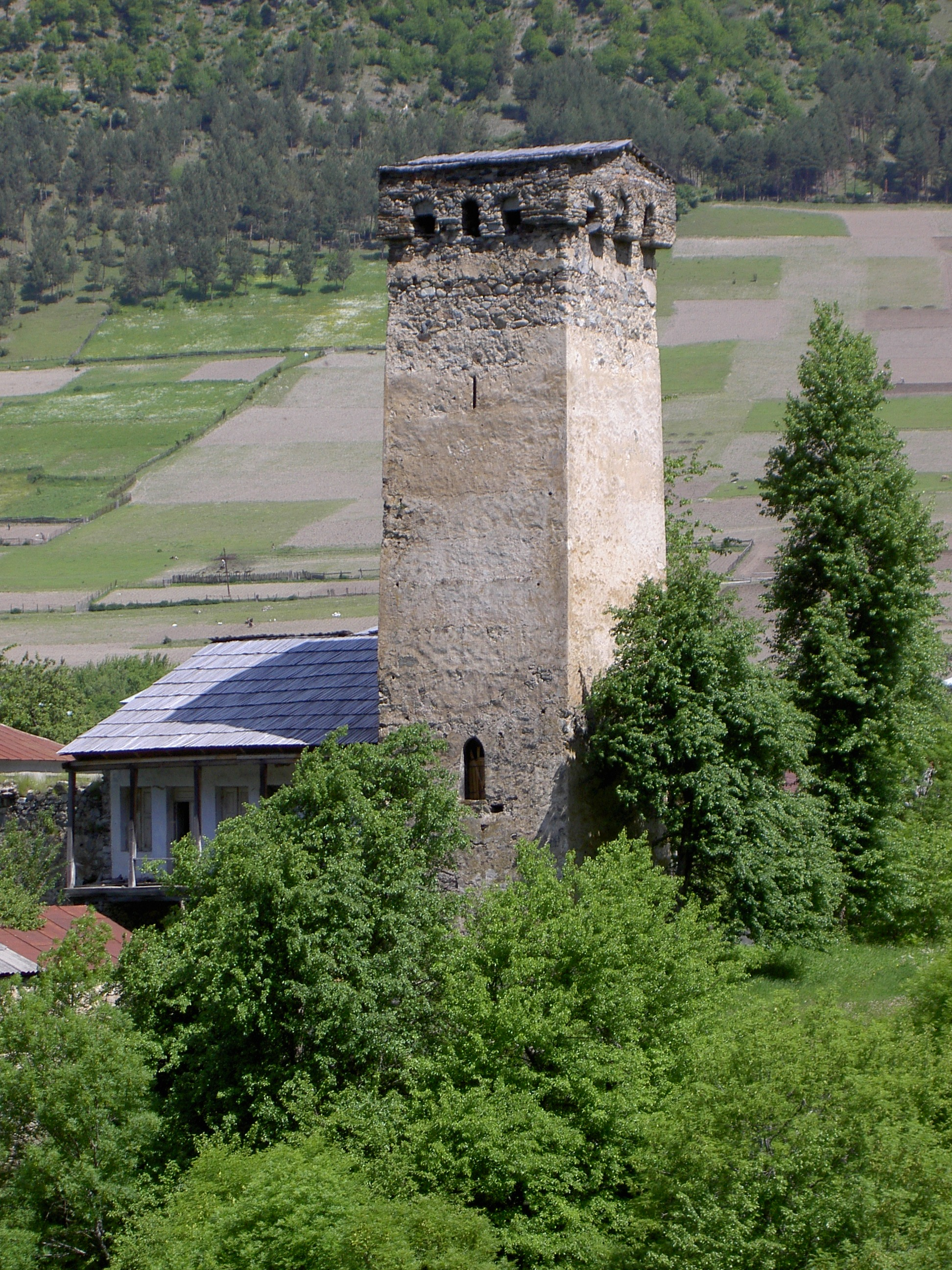
Typowa swanecka baszta obronna

### Swanetia
Swanetię zamieszkuje grupa etnograficzna Gruzinów zwanych Swanami. Posługują się swanuri, czyli jednym z dialektów języka gruzińskiego. Zarówno język, jak i obyczaje wyraźnie różnią ich od rodaków z innych regionów. Dość oryginalna kultura Swanów powstawała na skutek wielowiekowej izolacji mieszkańców regionu od reszty Gruzinów.
Swanetia otoczona przez szczyty o wysokości 3000–5000 m jest najwyższym zamieszkanym regionem w Europie. Jest głównym ośrodkiem alpinistycznym w Gruzji. Znajdują się tam najwyższe szczyty: Szchara (5068 m n.p.m.), Uszba, Dżangitau, Szchelda oraz słynna ściana Bezingi.
Wieś Uszguli, położona w trudno dostępnym, odizolowanym obszarze Swanetii, promowana jest jako atrakcja turystyczna: jakoby najwyżej położone zamieszkane miejsce w Europie (2200 m n.p.m.).
Region Górnej Swanetii, ze względu na liczne zabytkowe cerkwie i baszty obronne oraz wyjątkową kulturę, został wpisany na listę światowego dziedzictwa UNESCO.

### Megrelia
Ludność zamieszkująca tereny Megrelii - Megrelowie - posiada własny dialekt i oryginalną kulturę. Słynie również z kuchni, która jest o wiele pikantniejsza niż w pozostały regionach Gruzji.
W południowej części Megrelii, na granicy z Gurią, znajduje się Kolchidzki Park Narodowy.

## Historia
Tereny Megrelii to starożytna Kolchida, cel wyprawy Argonautów po złote runo. W starożytności Kolchida była kolonią greckiego miasta Milet. Grecy łączyli Kolchidę z obecną w mitologii krainą Aja.
Muzeum Historii i Etnografii w Zugdidi zawiera wiele znalezisk związanych z Kolchidą. Są to między innymi: złota głowa sarny z I wieku, wiele monet, części elementów szklanych i haftu z XI – XIII wieku, ikony z klasztorów Megrelii. W Zugdidi w siedemnastowiecznym pałacu książąt znajdują się trzy brązowe maski Napoleona Bonaparte. Znalazły się one w tym miejscu w wyniku małżeństwa Salome z Księciem Achille Napoleonem Muratem – wnukiem siostry Napoleona i marszałka Murata.
Współczesna Megrelia jest politycznie podzielona. Zachodnia część regionu od rzeki Inguri po miasto Oczamczire (tzw. obwód galski) została wcielona do Abchaskiej Republiki Autonomicznej. Dziś obszar ten – choć zamieszkany niemal wyłącznie przez Gruzinów – kontroluje samozwańczy rząd abchaski, wsparty militarnie przez wojska rosyjskie (nominalnie siły pokojowe).

## Zabytki
W Martwili znajduje się średniowieczny monaster. Już w I wieku naszej ery powstała w tym miejscu świątynia chrześcijańska. Monaster Martwili został zbudowany w VII wieku. W X wieku za sprawą króla Abchazji Giorgiego II monastyr stał się siedzibą biskupa. Katedra została prawie całkowicie zniszczona podczas tureckich najazdów, odbudował ją w X wieku król Abchazji Giorgi II.